# پوکرایان
پوکرایان (به انگلیسی: Pukhrayan) یک شهرک در هند است که در شهرستان کانپور دیهات واقع شده‌است.

## خصوصیات
پوکرایان ۲۴ کیلومترمربع مساحت و ۱۹٬۹۰۸ نفر جمعیت دارد.